# أليخاندرو مايورغا
أليخاندرو مايورغا (بالإسبانية: Alejandro Mayorga)‏ (29 مايو 1997 بولاية دورانغو في المكسيك - ) هو لاعب كرة قدم مكسيكي في مركز الدفاع.

## روابط خارجية
- أليخاندرو مايورغا على موقع قاعدة بيانات كرة القدم.إي يو (الإنجليزية)
- أليخاندرو مايورغا على موقع Soccerway.com (الإنجليزية)